# Кантемір Юрій Михайлович
Юрій (Юрко) Михайлович Кантемір (Кантимір, Кантимир) (10 квітня 1897, м. Кіцмань, Буковина — 1920, Біле море) — український воєнний комендант Жовкви, сотник УГА. Брат Омеляна Кантеміра.

## Життєпис
Народився в м. Кіцмань на Буковині в сім'ї сільського господаря. В 1907/1908—1914/1915 навчальних роках навчався в Кіцманській державній українській гімназії, де склав іспити за 6 класів. Згодом навчався у 2-й державній українсько-німецькій гімназії в Чернівцях, та у Відні, де в 1916 р. склав матуральні іспити.
Служив як однорічний доброволець у 22-му полку піхоти армії Австро-Угорщини, воював у званні лейтенанта на італійському фронті з 1917 по 1918. Навесні 1918 переведений до запасного полку в Чернівцях, де брав участь у діяльності українських товариств в Народному Домі. Восени цього року проходив службу в Жовківському повіті Галичини.
Після розвалу Австро-Угорської імперії став на службу в  УГА у званні четаря. Член створеного 27 жовтня 1918 року українського військового комітету в Жовкві. Активний учасник захоплення влади українцями в Жовкві вночі з 31 жовтня на 1 листопада 1918 р., перший український військовий комендант міста Жовква. 
У середині листопада 1919 воював на польському фронті під Самбором, командував сотнею, пізніше куренем. 1 січня 1919 отримав звання поручника. У складі 5-ї Сокальської бригади I Корпусу УГА брав участь у Чортківській офензиві. Після переходу УГА через Збруч влітку 1919 р. воював із більшовиками і брав участь у поході об'єднаних українських армій на Київ.
Після смертельного поранення брата Омеляна 26 вересня 1919 р. встиг приїхати до нього був присутній 27 вересня 1919 р. на похороні в Могилеві.
Згодом воював на антиденікінському фронті, пізніше був іменований сотником УГА. Перехворів тифом восени 1919 р. 
В ЧУГА воював на антипольському фронті у складі 2-ї бригади. Наприкінці квітня 1920 р. арештований більшовиками разом із великою групою старшин УГА та ув'язнений у концтаборі Кожухів під Москвою. 16 червня 1920 р. етапований із концтабору Кожухів до Архангельська і далі Білим морем на Соловки. По дорозі за наказом ВЧК баржу з в'язнями затоплено у відкритому морі. У числі відомих на сьогодні замордованих 135 старшин УГА числився і «Кантемір Юрій, сотник».
Юрко Кантемір разом із братом Омеляном є головними героями епічної поеми Святослава Лакусти «Дума про двох братів Кантемірів».

## Нагороди
- Золота медаль за військові заслуги з мечами на стяжці хреста за військові заслуги,
- Срібна медаль за військові заслуги з мечами на стяжці хреста за військові заслуги,
- Срібна медаль хоробрості першого класу.